# Dan Fleeman
Daniel Fleeman (* 3. Oktober 1982 in Burton-upon-Trent) ist ein britischer Radrennfahrer.
Dan Fleeman wurde 2004 in Oakley britischer Meister im Straßenrennen der U23-Kategorie.
2007 schloss Fleeman sich dem britisch-belgischen Professional Continental Team DFL-Cyclingnews-Litespeed an. In seiner ersten Saison dort wurde er Etappenachter auf dem vierten Teilstück der Tour of Qinghai Lake und Etappensiebter auf dem zweiten Tagesabschnitt der Tour of Britain. Im Jahr 2008 gewann Fleeman die Gesamtwertung der Tour des Pyrénées. Im Jahr 2009 war er Mitglied des Cervélo TestTeams und nahm mit dieser Mannschaft auch an Rennen der UCI ProTour teil.
Nach Ende der Saison 2011 war Fleeman nicht mehr bei internationalen Radsportteams unter Vertrag, war aber weiter im internationalen Straßenradsport aktiv. Er wurde 2014 Achter der Beaumont Trophy und 14. der britischen Straßenmeisterschaften sowie 2016 Neunter des Eintagesrennens Rutland-Melton International CiCLE Classic. 2017 gewann er das Rutland-Melton International CiCLE Classic.

## Erfolge
2004
- Britischer Meister – Straßenrennen (U23)

2008
- Mannschaftszeitfahren Vuelta a Extremadura
- Gesamtwertung Tour des Pyrénées

2017
- Rutland-Melton International CiCLE Classic